# Szeverszkajai járás

A Szeverszkajai járás a Krasznodari határterületen

A Szeverszkajai járás (oroszul Северский муниципальный район) Oroszország egyik járása a Krasznodari határterületen. Székhelye Szeverszkaja.

## Népesség
- 1989-ben 96 015 lakosa volt.
- 2002-ben 107 661 lakosa volt, melyből 98 121 orosz (91,1%), 2 833 ukrán, 2 134 örmény, 679 görög, 506 fehérorosz, 483 német, 388 tatár, 290 cigány, 219 grúz, 204 adige, 176 azeri, 7 török.
- 2010-ben 112 946 lakosa volt.

Az örmények százalékos arányszáma Afipszkíj és Novodimitrijevszkaja településeken haladja meg jelentősebben a járási összességben kimutatható arányszámukat.